# エアフィリピン541便墜落事故
エアフィリピン541便墜落事故（エアフィリピン541びんついらくじこ）は、 2000年4月19日に発生した航空事故である。ニノイ・アキノ国際空港からダバオ国際空港へ向かっていたエアフィリピン541便が空港手前のココナッツ農園に墜落し、乗員乗客131人全員が死亡した。これはフィリピンで最も多くの死者を伴った航空災害であり、ボーイング737-200としては3番目に死者数が多い事故となった。

## 事故機
事故機のボーイング737-2H4は1978年2月初めにサウスウエスト航空に納入されN50SWとして登録されていた。20年後にエアフィリピンに売却され、RP-C3010として登録された。

## 事故の経緯
541便はニノイ・アキノ国際空港からダバオ国際空港へ向かう国内定期旅客便で、ニノイ・アキノ国際空港を現地時間5時21分に離陸した。ダバオ国際空港への到着予定は6時45分だった。当初、541便は滑走路05へILS進入で着陸する予定だったが、パイロットは滑走路23へのVOR/DME進入に切り替えた。541便は滑走路23に正対し、進入を開始したが、グライドスロープを大幅に下回っていた。最終的に機体は滑走路から8km離れた丘の中腹にあるココナッツ農園に墜落した。衝撃により火災が発生し、機体は焼け落ちた。541便の搭乗リストには外国人の名前が記載されていたが、具体的な人数は不明だった。確認されたのは、マニラ在住の35歳のオーストラリア人男性とフィリピン人の妻、彼らの2歳の娘だけであった。

## 事故後の調査
島民たちは事故機が低空飛行し、ココナッツの木に接触したと証言した。ココナッツの木との衝突により主翼の一部が破損した。 また、島民たちはエンジンの出力を上げて上昇しようとしたが、それに失敗して墜落したようだと話した。飛行機はココナッツ農園の中に墜落し、出火した。 空港当局によれば事故当時、空港付近で霧が発生していた。